# Tudo Acontece em Copacabana
Tudo Acontece em Copacabana é um filme brasileiro de 1980, com direção de Erasto Filho.

## Sinopse
"Moça do interior se envolve com maus elementos da cidade grande. Seu noivo, apoiado por detetives, tenta salvá-la do vício, tráfico de tóxicos e prostituição." (O Estado de S. Paulo)

## Elenco
- Carlos Aquino
- Freddy Bassu
- Miguel Carrano
- Kleber Drable
- Erasto Filho
- Malu Klein
- Ana Maria Kreisler
- Simone Magalhães
- Sérgio Mallandro
- Ana Paula Mendes
- Michele Nailli
- Petty Pesce
- Fernando Reski
- Alba Valeria
- Miro Lopes